# Liste des épisodes de Glee

Cette page présente la liste des épisodes de la série télévisée Glee.

## Panorama des saisons
| Saison | Saison | Episodes | Diffusion originale | Diffusion originale |
| Saison | Saison | Episodes | Début de saison     | Fin de saison       |
| ------ | ------ | -------- | ------------------- | ------------------- |
|        | 1      | 22       | 19 mai 2009         | 8 juin 2010         |
|        | 2      | 22       | 21 septembre 2010   | 24 mai 2011         |
|        | 3      | 22       | 20 septembre 2011   | 22 mai 2012         |
|        | 4      | 22       | 13 septembre 2012   | 9 mai 2013          |
|        | 5      | 20       | 26 septembre 2013   | 13 mai 2014         |
|        | 6      | 13       | 9 janvier 2015      | 20 mars 2015        |

## Épisodes

### Première saison (2009-2010)
| N° | #  | Titre français               | Titre original       | Réalisation            | Scénario                                 | 1re diffusion US  | Audiences US (en M.) |
| -- | -- | ---------------------------- | -------------------- | ---------------------- | ---------------------------------------- | ----------------- | -------------------- |
| 1  | 1  | L'Effet Glee                 | Pilot                | Ryan Murphy            | Ryan Murphy, Brad Falchuk et Ian Brennan | 19 mai 2009       | 9.62                 |
| 2  | 2  | Tout le monde adore le disco | Showmance            | Ryan Murphy            | Ryan Murphy, Brad Falchuk et Ian Brennan | 9 septembre 2009  | 7.30                 |
| 3  | 3  | Les Acafellas                | Acafellas            | John Stuart Scott (en) | Ryan Murphy                              | 16 septembre 2009 | 6.69                 |
| 4  | 4  | Droit au but                 | Preggers             | Brad Falchuk           | Brad Falchuk                             | 23 septembre 2009 | 6.64                 |
| 5  | 5  | Le talent n'a pas d'âge      | The Rhodes Not Taken | John Scott             | Ian Brennan                              | 30 septembre 2009 | 7.40                 |
| 6  | 6  | Vitamine D                   | Vitamin D            | Elodie Keene           | Ryan Murphy                              | 7 octobre 2009    | 7.28                 |
| 7  | 7  | Minorités report             | Throwdown            | Ryan Murphy            | Brad Falchuk                             | 14 octobre 2009   | 7.65                 |
| 8  | 8  | Que la honte soit avec toi   | Mash-Up              | Elodie Keene           | Ian Brennan                              | 21 octobre 2009   | 7.15                 |
| 9  | 9  | Les Chaises musicales        | Wheels               | Paris Barclay          | Ryan Murphy                              | 11 novembre 2009  | 7.53                 |
| 10 | 10 | La musique adoucit les mœurs | Ballad               | Brad Falchuk           | Brad Falchuk                             | 18 novembre 2009  | 7.36                 |
| 11 | 11 | De la poudre aux cheveux     | Hairography          | Bill D'Elia            | Ian Brennan                              | 25 novembre 2009  | 6.17                 |
| 12 | 12 | Promotion matelas            | Mattress             | Elodie Keene           | Ryan Murphy                              | 2 décembre 2009   | 8.14                 |
| 13 | 13 | Tragédie en sous-sol         | Sectionals           | Brad Falchuk           | Brad Falchuk                             | 9 décembre 2009   | 8.13                 |
| 14 | 14 | Fuis moi, je te suis…        | Hell-O               | Brad Falchuk           | Ian Brennan                              | 13 avril 2010     | 13.66                |
| 15 | 15 | La Puissance de Madonna      | The Power of Madonna | Ryan Murphy            | Ryan Murphy                              | 20 avril 2010     | 12.98                |
| 16 | 16 | Home Sweet Home              | Home                 | Andrew D. Weyman       | Brad Falchuk                             | 27 avril 2010     | 12.18                |
| 17 | 17 | La Mauvaise Réputation       | Bad Reputation       | Elodie Keene           | Ian Brennan                              | 4 mai 2010        | 11.62                |
| 18 | 18 | Trouver sa voix              | Laryngitis           | Alfonso Gomez-Rejon    | Ryan Murphy                              | 11 mai 2010       | 11.57                |
| 19 | 19 | Le Misérable                 | Dream On             | Joss Whedon            | Brad Falchuk                             | 18 mai 2010       | 11.47                |
| 20 | 20 | Complètement Gaga            | Theatricality        | Ryan Murphy            | Ryan Murphy                              | 25 mai 2010       | 11.49                |
| 21 | 21 | Funk                         | Funk                 | Elodie Keene           | Ian Brennan                              | 1er juin 2010     | 8.99                 |
| 22 | 22 | Rhapsodie                    | Journey to Regionals | Brad Falchuk           | Brad Falchuk                             | 8 juin 2010       | 10.92                |

### Deuxième saison (2010-2011)
| N° | #  | Titre français                 | Titre original             | Réalisation         | Scénario                     | 1re diffusion US  | Audiences US (en M.) |
| -- | -- | ------------------------------ | -------------------------- | ------------------- | ---------------------------- | ----------------- | -------------------- |
| 23 | 1  | Objectif : New York            | Audition                   | Brad Falchuk        | Ian Brennan                  | 21 septembre 2010 | 12.45                |
| 24 | 2  | Toxic                          | Britney/Brittany           | Ryan Murphy         | Ryan Murphy                  | 28 septembre 2010 | 13.51                |
| 25 | 3  | Le croque-messie               | Grilled Cheesus            | Alfonso Gomez-Rejon | Brad Falchuk                 | 5 octobre 2010    | 11.20                |
| 26 | 4  | Duels de duos                  | Duets                      | Eric Stoltz         | Ian Brennan                  | 12 octobre 2010   | 11.36                |
| 27 | 5  | Le Rocky Horror Glee Show      | The Rocky Horror Glee Show | Adam Shankman       | Ryan Murphy et Tim Wollaston | 26 octobre 2010   | 11.76                |
| 28 | 6  | Premiers Baisers               | Never Been Kissed          | Bradley Buecker     | Brad Falchuk                 | 9 novembre 2010   | 10.99                |
| 29 | 7  | Chantons sous la pluie         | The Substitute             | Ryan Murphy         | Ian Brennan                  | 16 novembre 2010  | 11.70                |
| 30 | 8  | Mariages                       | Furt                       | Carol Banker        | Ryan Murphy                  | 23 novembre 2010  | 10.41                |
| 31 | 9  | Désaccord majeur               | Special Education          | Paris Barclay       | Brad Falchuk                 | 30 novembre 2010  | 11.68                |
| 32 | 10 | Un Miracle de Noël             | A Very Glee Christmas      | Alfonso Gomez-Rejon | Ian Brennan                  | 7 décembre 2010   | 11.07                |
| 33 | 11 | Le Camp des zombies            | The Sue Sylvester Shuffle  | Brad Falchuk        | Ian Brennan                  | 6 février 2011    | 26.80                |
| 34 | 12 | Les Chansons d'amour           | Silly Love Songs           | Tate Donovan        | Ryan Murphy                  | 8 février 2011    | 11.58                |
| 35 | 13 | Come-back                      | Comeback                   | Bradley Buecker     | Ryan Murphy                  | 15 février 2011   | 10.53                |
| 36 | 14 | Bonjour ivresse                | Blame It on the Alcohol    | Eric Stoltz         | Ian Brennan                  | 22 février 2011   | 10.58                |
| 37 | 15 | Sexy                           | Sexy                       | Ryan Murphy         | Brad Falchuk                 | 8 mars 2011       | 11.92                |
| 38 | 16 | Sur un air original            | Original Song              | Bradley Buecker     | Ryan Murphy                  | 15 mars 2011      | 11.15                |
| 39 | 17 | La Ligue des bourreaux         | A Night of Neglect         | Carol Banker        | Ian Brennan                  | 19 avril 2011     | 9.80                 |
| 40 | 18 | Être ou ne paraître            | Born This Way              | Alfonso Gomez-Rejon | Brad Falchuk                 | 26 avril 2011     | 8.62                 |
| 41 | 19 | Rumeurs                        | Rumours                    | Tim Hunter          | Ryan Murphy                  | 3 mai 2011        | 8.85                 |
| 42 | 20 | La Reine de la promo           | Prom Queen                 | Eric Stoltz         | Ian Brennan                  | 10 mai 2011       | 9.29                 |
| 43 | 21 | Quatre solos et un enterrement | Funeral                    | Bradley Buecker     | Ryan Murphy                  | 17 mai 2011       | 8.97                 |
| 44 | 22 | Les Lumières de Broadway       | New York                   | Brad Falchuk        | Brad Falchuk                 | 24 mai 2011       | 11.80                |

### Troisième saison (2011-2012)
Le 23 mai 2010, la FOX a commandé une 3e saison de la série.
| N° | #  | Titre français                    | Titre original                | Réalisation         | Scénario               | 1re diffusion US  | Audiences US (en M.) |
| -- | -- | --------------------------------- | ----------------------------- | ------------------- | ---------------------- | ----------------- | -------------------- |
| 45 | 1  | Opération : Piano violet          | The Purple Piano Project      | Eric Stoltz         | Brad Falchuk           | 20 septembre 2011 | 9.21                 |
| 46 | 2  | Je suis une licorne               | I Am Unicorn                  | Brad Falchuk        | Ryan Murphy            | 27 septembre 2011 | 8.60                 |
| 47 | 3  | Fausses notes                     | Asian F                       | Alfonso Gomez-Rejon | Ian Brennan            | 4 octobre 2011    | 8.42                 |
| 48 | 4  | Le leprechaun                     | Pot o' Gold                   | Adam Shankman       | Ali Adler              | 1 novembre 2011   | 7.47                 |
| 49 | 5  | La première fois                  | The First Time                | Bradley Buecker     | Roberto Aguirre-Sacasa | 8 novembre 2011   | 6.91                 |
| 50 | 6  | Même pas mal                      | Mash Off                      | Eric Stoltz         | Michael Hitchcock      | 15 novembre 2011  | 7.08                 |
| 51 | 7  | Une fille avec une fille          | I Kissed a Girl               | Tate Donovan        | Matthew Hodgson        | 29 novembre 2011  | 7.90                 |
| 52 | 8  | La jeunesse est un art            | Hold On to Sixteen            | Bradley Buecker     | Ross Maxwell           | 6 décembre 2011   | 7.11                 |
| 53 | 9  | Un Noël en noir et blanc          | Extraordinary Merry Christmas | Matthew Morrison    | Marti Noxon            | 13 décembre 2011  | 7.13                 |
| 54 | 10 | Veux-tu m'épouser ?               | Yes/No                        | Eric Stoltz         | Brad Falchuk           | 17 janvier 2012   | 7.50                 |
| 55 | 11 | Michael                           | Michael                       | Alfonso Gomez-Rejon | Ryan Murphy            | 31 janvier 2012   | 9.07                 |
| 56 | 12 | Le prof d'espagnol                | The Spanish Teacher           | Paris Barclay       | Ian Brennan            | 7 février 2012    | 7.81                 |
| 57 | 13 | Joyeuse Saint-Valentin            | Happy Valentine's Day         | Brad Falchuk        | Ali Adler              | 14 février 2012   | 6.99                 |
| 58 | 14 | Ce que la vie nous réserve        | On My Way                     | Bradley Buecker     | Roberto Aguirre-Sacasa | 21 février 2012   | 7.46                 |
| 59 | 15 | Dans l'ombre de son frère         | Big Brother                   | Eric Stoltz         | Michael Hitchcock      | 10 avril 2012     | 6.76                 |
| 60 | 16 | Une orientation très disco        | Saturday Night Glee-ver       | Bradley Buecker     | Matthew Hodgson        | 17 avril 2012     | 6.23                 |
| 61 | 17 | On a toujours besoin de quelqu'un | Dance with Somebody           | Paris Barclay       | Ross Maxwell           | 24 avril 2012     | 6.90                 |
| 62 | 18 | Saisir sa chance                  | Choke                         | Michael Uppendahl   | Brad Falchuk           | 1 mai 2012        | 6.01                 |
| 63 | 19 | Balosaurus                        | Prom-asaurus                  | Eric Stoltz         | Ryan Murphy            | 8 mai 2012        | 6.67                 |
| 64 | 20 | Tous uniques                      | Props                         | Ryan Murphy         | Ian Brennan            | 15 mai 2012       | 6.09                 |
| 65 | 21 | À nous les nationales !           | Nationals                     | Eric Stoltz         | Ali Adler              | 15 mai 2012       | 6.03                 |
| 66 | 22 | Comment se dire adieu…            | Goodbye                       | Brad Falchuk        | Brad Falchuk           | 22 mai 2012       | 7.46                 |

### Quatrième saison (2012-2013)
Le 9 avril 2012, Fox a commandé une 4e saison de la série.
| N° | #  | Titre français                     | Titre original                 | Réalisation         | Scénario                        | 1re diffusion US  | Audiences US (en M.) |
| -- | -- | ---------------------------------- | ------------------------------ | ------------------- | ------------------------------- | ----------------- | -------------------- |
| 67 | 1  | La nouvelle Rachel                 | The New Rachel                 | Brad Falchuk        | Ryan Murphy                     | 13 septembre 2012 | 7.41                 |
| 68 | 2  | Britney 2.0                        | Britney 2.0                    | Alfonso Gomez-Rejon | Brad Falchuk                    | 20 septembre 2012 | 7.46                 |
| 69 | 3  | Fashion in the city                | Makeover                       | Eric Stoltz         | Ian Brennan                     | 27 septembre 2012 | 5.79                 |
| 70 | 4  | Nos premiers émois                 | The Break-Up                   | Alfonso Gomez-Rejon | Ryan Murphy                     | 4 octobre 2012    | 6.07                 |
| 71 | 5  | Le rôle de sa vie                  | The Role You Were Born to Play | Brad Falchuk        | Michael Hitchcock               | 8 novembre 2012   | 5.68                 |
| 72 | 6  | Glease                             | Glease                         | Michael Uppendahl   | Roberto Aguirre-Sacasa          | 15 novembre 2012  | 5.22                 |
| 73 | 7  | Duels de super-héros               | Dynamic Duets                  | Ian Brennan         | Ian Brennan                     | 22 novembre 2012  | 4.62                 |
| 74 | 8  | Thanksgiving orphelin              | Thanksgiving                   | Bradley Buecker     | Russel Friend et Garrett Lerner | 29 novembre 2012  | 5.39                 |
| 75 | 9  | Le chant du cygne                  | Swan Song                      | Brad Falchuk        | Stacy Traub                     | 6 décembre 2012   | 5.43                 |
| 76 | 10 | Glee, actually                     | Glee, Actually                 | Adam Shankman       | Matthew Hodgson                 | 13 décembre 2012  | 5.26                 |
| 77 | 11 | La soirée Sadie Hawkins            | Sadie Hawkins                  | Bradley Buecker     | Ross Maxwell                    | 24 janvier 2013   | 6.79                 |
| 78 | 12 | Mise à nu                          | Naked                          | Ian Brennan         | Ryan Murphy                     | 31 janvier 2013   | 5.48                 |
| 79 | 13 | Diva                               | Diva                           | Paris Barclay       | Brad Falchuk                    | 7 février 2013    | 6.06                 |
| 80 | 14 | Un peu, beaucoup, passionnément... | I Do                           | Brad Falchuk        | Ian Brennan                     | 14 février 2013   | 5.13                 |
| 81 | 15 | Comme au cinéma                    | Girls (and Boys) on Film       | Ian Brennan         | Michael Hitchcock               | 7 mars 2013       | 6.72                 |
| 82 | 16 | Affrontements                      | Feud                           | Bradley Buecker     | Roberto Aguirre-Sacasa          | 14 mars 2013      | 5,37                 |
| 83 | 17 | Plaisirs coupables                 | Guilty Pleasures               | Eric Stoltz         | Russel Friend & Garrett Lerner  | 21 mars 2013      | 5,91                 |
| 84 | 18 | Dernière chance                    | Shooting Star                  | Bradley Buecker     | Matthew Hodgson                 | 11 avril 2013     | 6.67                 |
| 85 | 19 | Le droit de rêver                  | Sweet Dreams                   | Elodie Keene        | Ross Maxwell                    | 18 avril 2013     | 6.14                 |
| 86 | 20 | Blackout                           | Lights Out                     | Paris Barclay       | Ryan Murphy                     | 25 avril 2013     | 5.24                 |
| 87 | 21 | Fanta-Stevie-que                   | Wonder-ful                     | Wendey Stanzler     | Brad Falchuk                    | 2 mai 2013        | 5.19                 |
| 88 | 22 | Tout ou rien                       | All or Nothing                 | Bradley Buecker     | Ian Brennan                     | 9 mai 2013        | 6.08                 |

### Cinquième saison (2013-2014)
Le 19 avril 2013, la série a été renouvelée pour une cinquième et sixième saison. La cinquième saison a débuté le 26 septembre 2013[réf. nécessaire], s'est absentée durant la série mondiale de baseball en octobre pour revenir en novembre, puis a pris une longue pause hivernale pour revenir le 25 février 2014. Après cette pause, la série sera diffusée le mardi à 20 heures.
| N°  | #  | Titre français                   | Titre original                    | Réalisation     | Scénario                                 | 1re diffusion US  | Audiences US (en M.) |
| --- | -- | -------------------------------- | --------------------------------- | --------------- | ---------------------------------------- | ----------------- | -------------------- |
| 89  | 1  | All You Need Is Love             | Love, Love, Love                  | Bradley Buecker | Brad Falchuk                             | 26 septembre 2013 | 5.06                 |
| 90  | 2  | Let It Be                        | Tina in the Sky with Diamonds     | Ian Brennan     | Ian Brennan                              | 3 octobre 2013    | 4.42                 |
| 91  | 3  | Requiem                          | The Quarterback                   | Brad Falchuk    | Ryan Murphy, Brad Falchuk et Ian Brennan | 10 octobre 2013   | 7.39                 |
| 92  | 4  | Une Katy ou une Gaga             | A Katy or a Gaga                  | Ian Brennan     | Russel Friend et Garrett Lerner          | 7 novembre 2013   | 4.17                 |
| 93  | 5  | Rébellion                        | The End of Twerk                  | Wendey Stanzler | Michael Hitchcock                        | 14 novembre 2013  | 4.33                 |
| 94  | 6  | Futur imparfait                  | Movin' Out                        | Brad Falchuck   | Roberto Aguirre-Sacasa                   | 21 novembre 2013  | 4.32                 |
| 95  | 7  | Le marionnettiste                | Puppet Master                     | Paul McCrane    | Matthew Hodgson                          | 28 novembre 2013  | 2.80                 |
| 96  | 8  | Un Noël Oublié                   | Previously Unaired Christmas      | Wendey Stanzler | Ross Maxwell                             | 5 décembre 2013   | 3.29                 |
| 97  | 9  | Meilleurs ennemis                | Frenemies                         | Bradley Buecker | Ned Martel                               | 25 février 2014   | 2.99                 |
| 98  | 10 | Trio                             | Trio                              | Ian Brennan     | Rivka Sophia Rossi                       | 4 mars 2014       | 2.68                 |
| 99  | 11 | La Cité des Anges                | City of Angels                    | Elodie Keene    | Jessica Meyer                            | 11 mars 2014      | 2.34                 |
| 100 | 12 | La fin d'une époque (1re partie) | 100                               | Paris Barclay   | Ryan Murphy, Brad Falchuk et Ian Brennan | 18 mars 2014      | 2.84                 |
| 101 | 13 | La fin d'une époque (2e partie)  | New Directions                    | Brad Falchuk    | Brad Falchuk                             | 25 mars 2014      | 2.72                 |
| 102 | 14 | New York New York                | New New York                      | Sanaa Hamri     | Ryan Murphy                              | 1 avril 2014      | 2.60                 |
| 103 | 15 | Un héros ordinaire               | Bash                              | Bradley Buecker | Ian Brennan                              | 8 avril 2014      | 2.79                 |
| 104 | 16 | Le grand test                    | Tested                            | Paul McCrane    | Russel Friend & Garrett Lerner           | 15 avril 2014     | 2.45                 |
| 105 | 17 | Une étoile est née               | Opening Night                     | Eric Stoltz     | Michael Hitchcock                        | 22 avril 2014     | 2.45                 |
| 106 | 18 | Le plan B                        | Back-up Plan                      | Ian Brennan     | Roberto Aguirre-Sacasa                   | 29 avril 2014     | 2.41                 |
| 107 | 19 | Vieux chiens, nouveaux trucs     | Old Dog, New Tricks               | Bradley Buecker | Chris Colfer                             | 6 mai 2014        | 2.16                 |
| 108 | 20 | Le Rachel Berry show             | The Untitled Rachel Berry Project | Brad Falchuk    | Matthew Hodgson                          | 13 mai 2014       | 1.87                 |

### Sixième saison (2015)
Le 19 avril 2013, la série a été renouvelée pour une sixième et dernière saison de treize épisodes diffusée le premier trimestre 2015.
| N°  | #  | Titre français                         | Titre original                     | Réalisation                    | Scénario                                   | 1re diffusion US | Audiences US (en M.) |
| --- | -- | -------------------------------------- | ---------------------------------- | ------------------------------ | ------------------------------------------ | ---------------- | -------------------- |
| 109 | 1  | La Loose                               | Loser Like Me                      | Bradley Buecker                | Ryan Murphy et Brad Falchuk et Ian Brennan | 9 janvier 2015   | 2.34                 |
| 110 | 2  | Retour au Bercail                      | Homecoming                         | Bradley Buecker                | Ryan Murphy                                | 9 janvier 2015   | 2.34                 |
| 111 | 3  | Les combinaisons dangereuses           | Jagged Little Tapestry             | Paul McCrane                   | Brad Falchuk                               | 16 janvier 2015  | 1.98                 |
| 112 | 4  | Vengeance en série 1re partie          | The Hurt Locker (Part 1)           | Ian Brennan                    | Ian Brennan                                | 23 janvier 2015  | 1.82                 |
| 113 | 5  | Vengeance en série 2e partie           | The Hurt Locker (Part 2)           | Barbara Brown                  | Ian Brennan                                | 30 janvier 2015  | 1.85                 |
| 114 | 6  | Mentors tout-terrain                   | What The World Needs Now           | Barbara Brown                  | Michael Hitchcock                          | 6 février 2015   | 1.58                 |
| 115 | 7  | Transitions                            | Transitioning                      | Dante Di Loreto                | Matthew Hodgson                            | 13 février 2015  | 1.81                 |
| 116 | 8  | Mariages                               | A Wedding                          | Bradley Buecker et Ian Brennan | Ross Maxwell                               | 20 février 2015  | 1.86                 |
| 117 | 9  | Le tyran à paillettes                  | Child Star                         | Michael Hitchcock              | Ned Martel                                 | 27 février 2015  | 1.67                 |
| 118 | 10 | Grandeur et déchéance de Sue Sylvester | The Rise And Fall Of Sue Sylvester | Anthony Hemingway              | Jessica Meyer                              | 6 mars 2015      | 1.81                 |
| 119 | 11 | L'âme du glee club                     | We Built This Glee Club            | Joaquin Sedillo                | Aristotle Kousakis                         | 13 mars 2015     | 2.20                 |
| 120 | 12 | 2009                                   | 2009                               | Paris Barclay                  | Ryan Murphy et Brad Falchuk et Ian Brennan | 20 mars 2015     | 2.69                 |
| 121 | 13 | Le rêve devient réalité                | Dreams Come True                   | Brad Buecker                   | Ryan Murphy et Brad Falchuk et Ian Brennan | 20 mars 2015     | 2.54                 |